# AFC Llanelli
Llanelli Association Football Club ist ein walisischer Fußballverein aus der Küstenstadt Llanelli.

## Geschichte
Der 1896 gegründete Llanelli AFC ist seit 1912 ein professioneller Fußballverein. 1914 stand der Klub erstmals im walisischen Pokalfinale, scheiterte jedoch nach einem 0:0 im regulären Spiel durch eine 0:3-Niederlage im Wiederholungsspiel am FC Wrexham. 1922 erfolgte der Umzug in den Stebonheath Park, wo man noch heute spielt.
1930 und 1933 konnte Llanelli AFC die walisische Meisterschaft gewinnen, musste dann aber bis 1971 warten, ehe der nächste Triumph gelang. 1977 und 1978 gelangen dem Klub die letzten beiden Meisterschaften.
Llanelli AFC gehörte 1992 zu den Gründungsmitgliedern der League of Wales, mit der erstmals der walisische Meister auch internationale Anerkennung findet und von der UEFA als offizieller Titel akzeptiert wird. In den ersten beiden Jahren wurden sichere Mittelfeldplätze belegt, in der Saison 1994/95 fand man sich dann im Abstiegskampf wieder und konnte mit zwei Punkten Vorsprung auf Absteiger Mold Alexandra gerade noch die Klasse halten. Ein Jahr später beendete man die Saison als Tabellenletzter und musste absteigen. Dort verpasste man in den beiden folgenden Jahren den Aufstieg nur knapp, 1999 gelang als Vizemeister der zweiten Liga die Rückkehr ins Oberhaus, da Tabellenführer Ton Pentre auf den Platz in der ersten Liga verzichtete.
Llanelli AFC gelang auf Anhieb ein fünfter Platz, in der folgenden Saison stand man am Ende jedoch wieder auf einem Abstiegsplatz. Da jedoch aus der zweiten Liga im Süden keine Mannschaft nachrückte, blieb der Klub erstklassig. Die Saison 2002/03 verlief allerdings erfolglos und abgeschlagen mit nur 17 Punkten blieb dem Verein nur der Gang in die Zweitklassigkeit, aus der man als Meister in der folgenden Saison wieder aufstieg.
In der ersten Saison nach der Rückkehr spielte man noch um den Abstieg, 2006 gelang mit dem zweiten Platz das beste Ergebnis der jüngeren Vereinsgeschichte. Damit qualifizierte sich der Klub erstmals für einen internationalen Wettbewerb und gewann in der ersten Qualifikationsrunde gegen das schwedische Team von Gefle IF mit 2:1 in Schweden. Ein 0:0 im Rückspiel ermöglichte das Duell gegen Odense BK, die sich jedoch mit zwei Siegen, 1:0 und 5:1, klar durchsetzten.

## Erfolge
- Walisischer Meister: 19301, 19331, 19711, 19771, 19781, 2008
- Walisischer Pokal: 2011
  - Finalist: 1914, 2008

1„Southern Champions“, Titel nur innerhalb Wales anerkannt